# Новоолександрівська сільська рада (Покровський район)
| Новоолександрівська сільська рада — колишній орган місцевого самоврядування у Покровському районі Донецької області з адміністративним центром у с. Новоолександрівка. Сільській раді підпорядковані населені пункти: - с. Новоолександрівка - с. Баранівка - с. Воздвиженка - с. Тимофіївка |

## Склад ради
Рада складається з 12 депутатів та голови.

## Керівний склад сільської ради
| ПІБ                               | Основні відомості                                                         | Дата обрання | Дата звільнення |
| --------------------------------- | ------------------------------------------------------------------------- | ------------ | --------------- |
| Омельницький Віктор Володимирович | Сільський голова, 1955 року народження, освіта, член Партії регіонів      | 26.03.2006   | 31.10.2010      |
| Омельницький Віктор Володимирович | Сільський голова, 1955 року народження, освіта вища, член Партії регіонів | 31.10.2010   |                 |

Примітка: таблиця складена за даними джерела